# Pollex sulawesii
Pollex sulawesii là một loài bướm đêm thuộc họ Erebidae. Nó được tìm thấy ở Celebes.
Sải cánh dài khoảng 11 mm. Cánh trước hẹp màu nâu sáng. Cánh dưới nâu đồng nhất.